# Cecilia Biagioli
Cecilia Elizabeth Biagioli (Cordova, 3 gennaio 1985) è una nuotatrice argentina.

## Biografia
Ha partecipato, in vari eventi di stile libero, ai Giochi di Sydney 2000, Atene 2004, Pechino 2008, Londra 2012 e di Tokyo 2020.
Ha vinto 1 oro e 1 argento ai Giochi panamericani del 2011 e del 2019.
È la sorella della triatleta olimpica Romina Biagioli.